# Balc, Bihor
Balc (în maghiară Bályok) este satul de reședință al comunei cu același nume din județul Bihor, Crișana, România.

## Monument dispărut
Ruinele castelului episcopului Ioan Pruis din satul Balc sunt înscrise pe "Lista monumentelor istorice dispărute", elaborată de Ministerul Culturii și Cultelor în anul 2004 (datare: 1484, cod 05A0006).

## Vezi și
- Biserica de lemn din Balc
- Biserica reformată din Balc

## Imagini

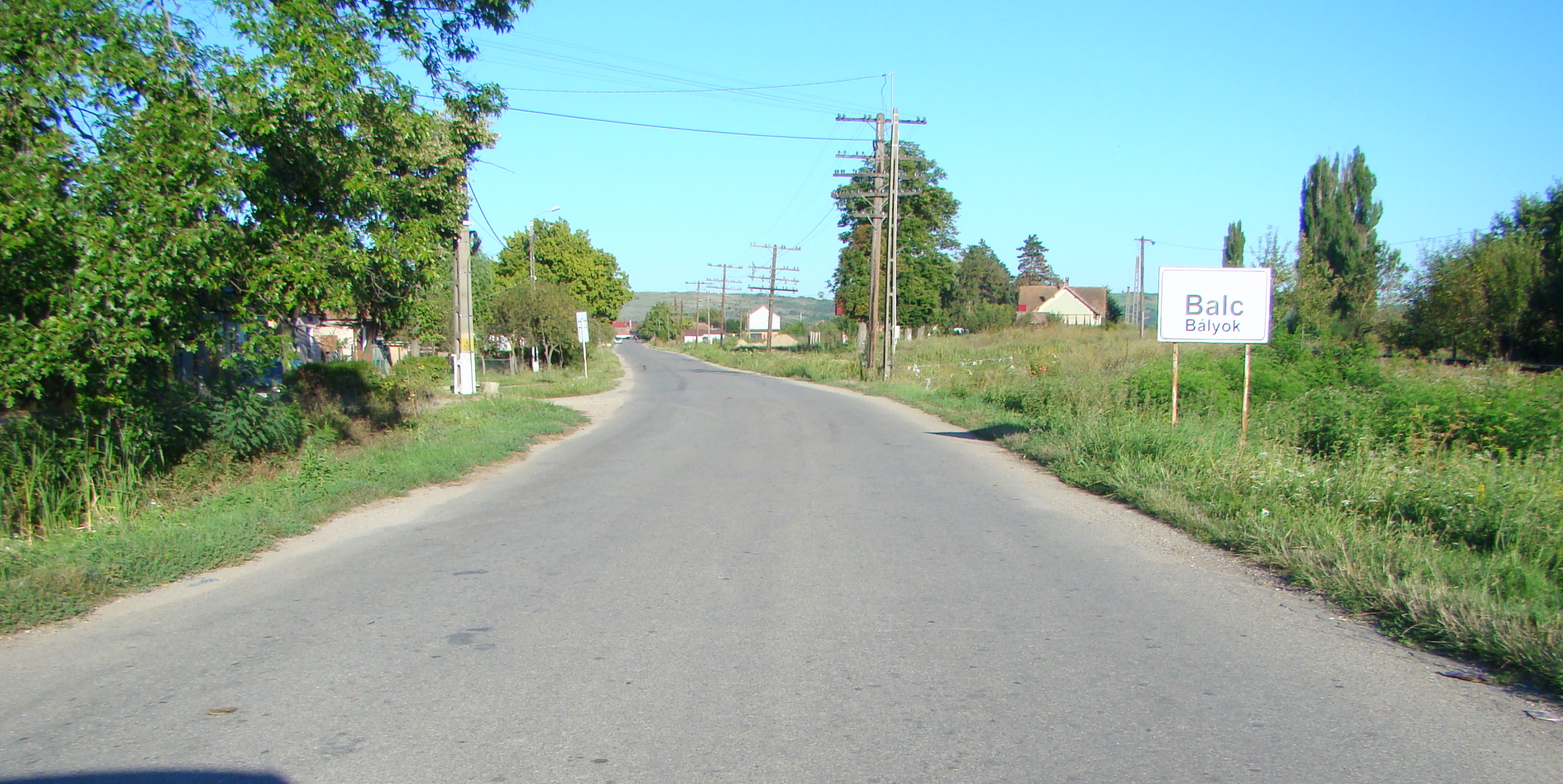
Intrarea în localitate
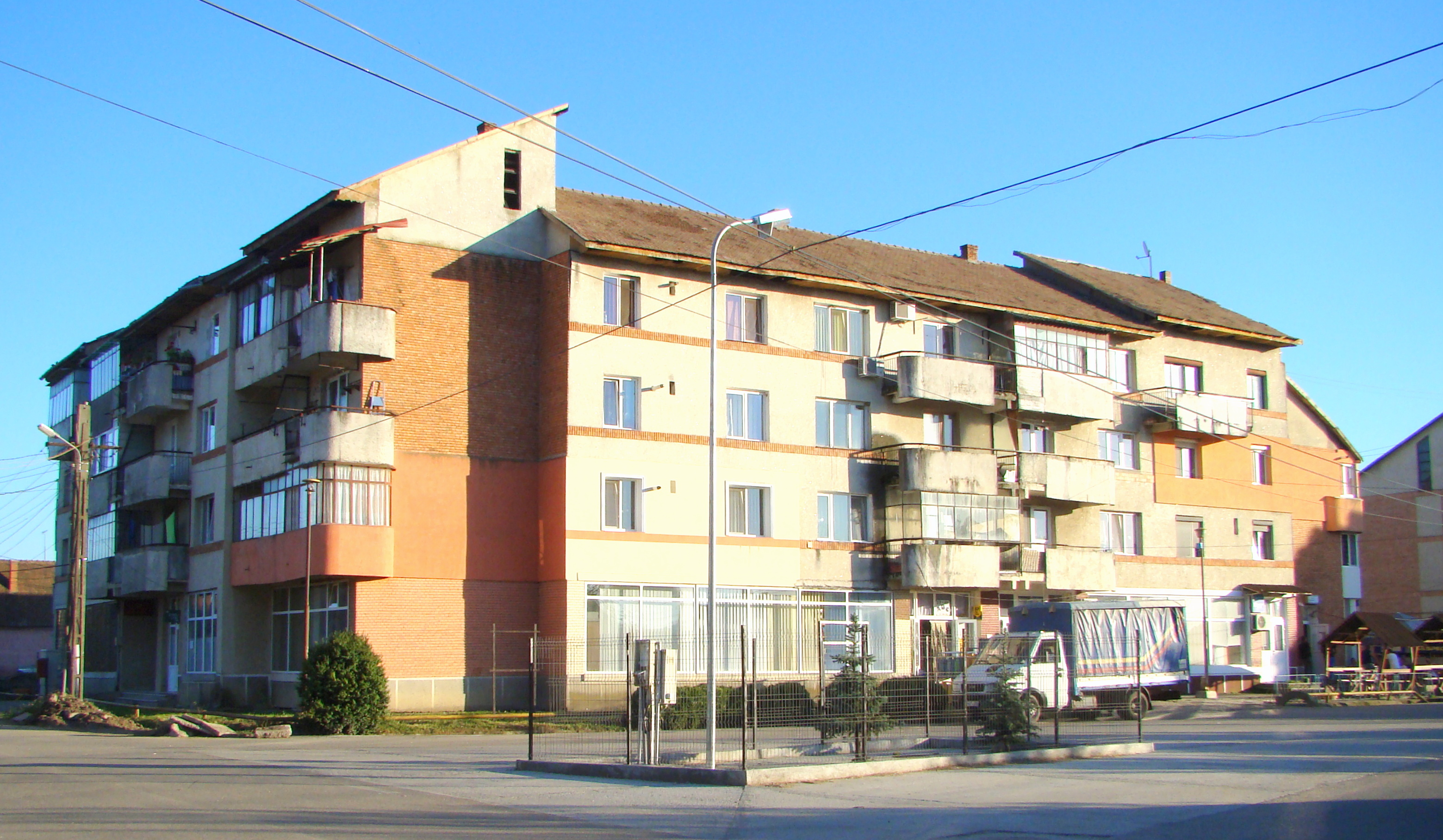
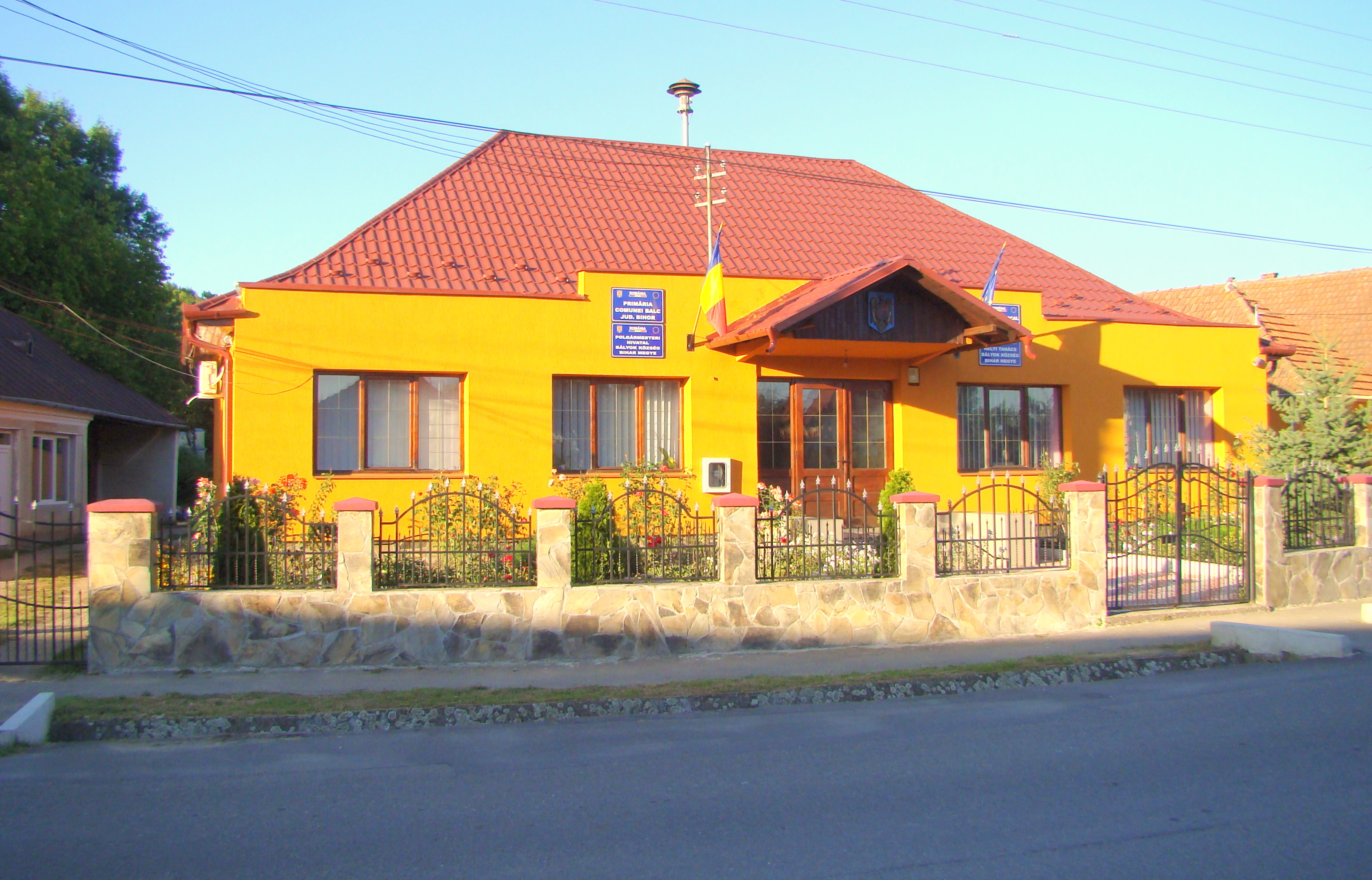
Primăria
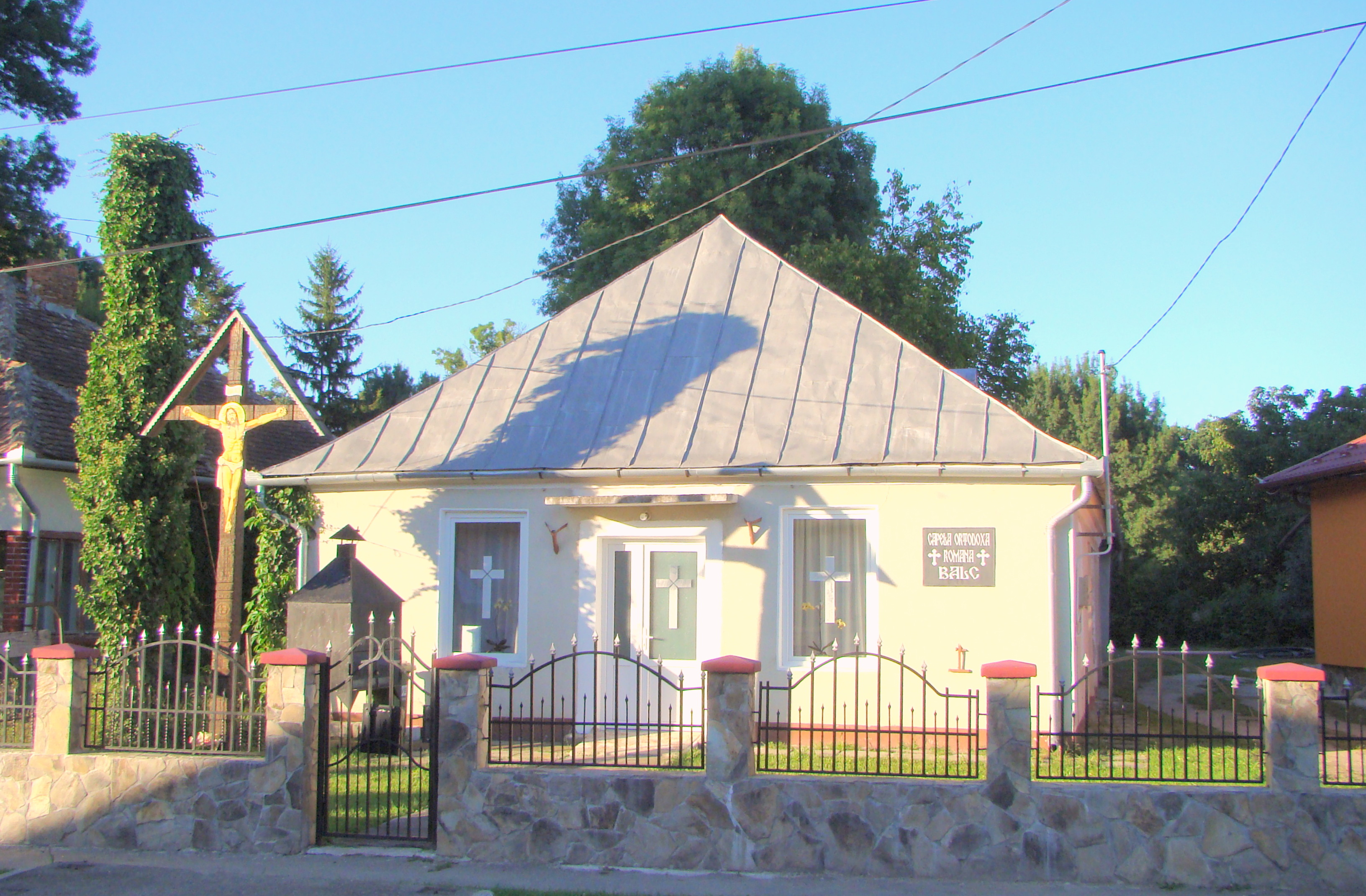
Capela ortodoxă
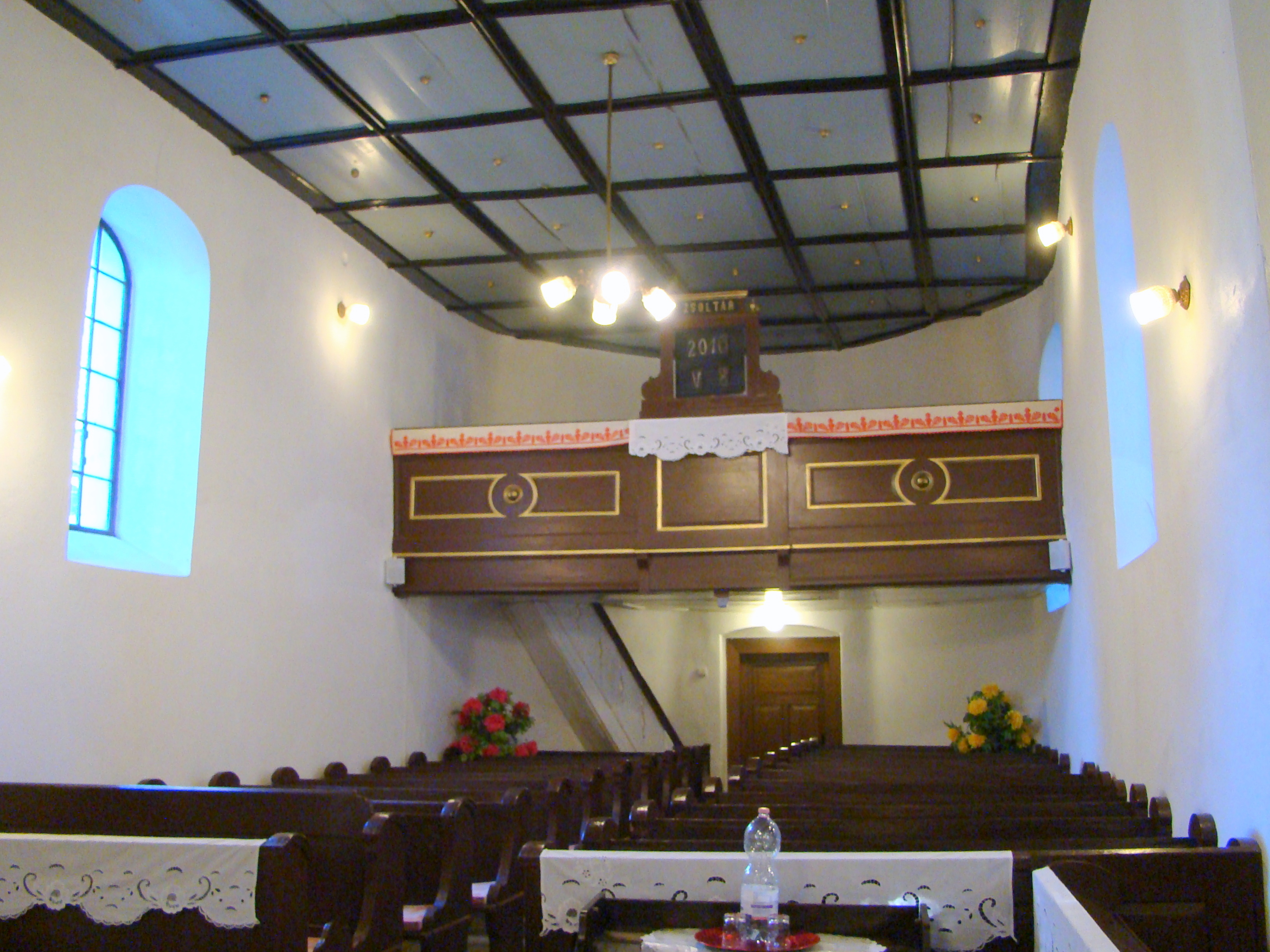
Biserica reformată (monument istoric)
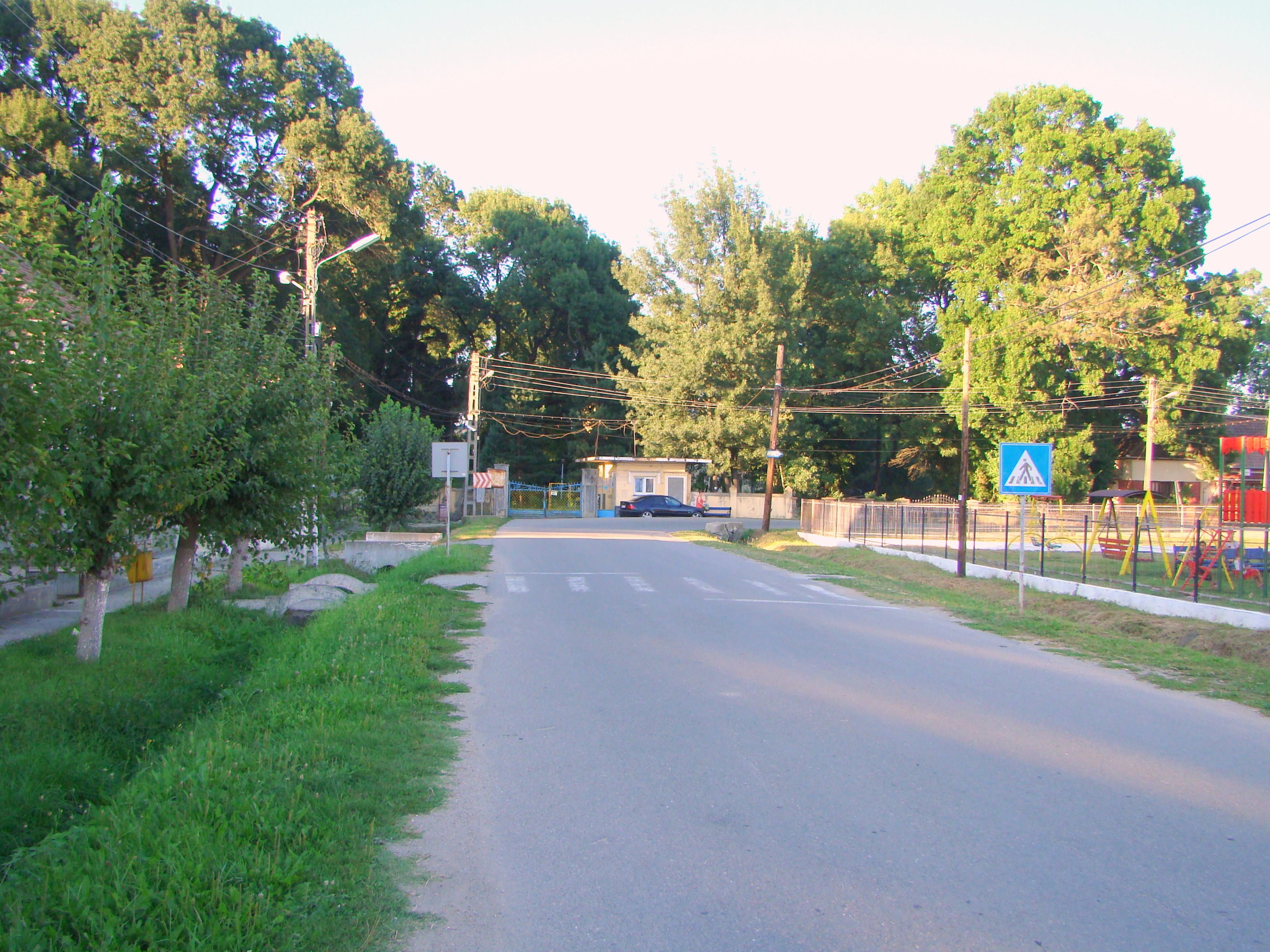
Intrarea în parcul castelului Degenfeld-Schomburg, proprietate privată

 Acest articol despre o localitate din județul Bihor este deocamdată un ciot. Puteți ajuta Wikipedia prin completarea lui.